# Umerkote
Umerkote (ook wel Umarkot genoemd) is een stad en “notified area” in het district Nabarangpur van de Indiase staat Odisha. 

## Demografie
Volgens de Indiase volkstelling van 2001 wonen er 24.853 mensen in Umerkote, waarvan 51% mannelijk en 49% vrouwelijk is. De plaats heeft een alfabetiseringsgraad van 56%.